# Crotalaria cytisoides
Crotalaria cytisoides är en ärtväxtart som beskrevs av Dc.. Crotalaria cytisoides ingår i släktet sunnhampor, och familjen ärtväxter. Inga underarter finns listade i Catalogue of Life.